# Hàn Chiêu Ly hầu
Hàn Chiêu Li hầu (chữ Hán: 韓昭釐侯; trị vì: 362 TCN - 333 TCN), còn gọi là Hàn Chiêu hầu hay Hàn Ly hầu, tên thật là Hàn Vũ, là vị vua thứ sáu của nước Hàn - chư hầu nhà Chu trong lịch sử Trung Quốc.
Hàn Vũ là con trai của Hàn Ý hầu, vị vua thứ 5 nước Hàn. Năm 363 TCN, Hàn Ý hầu mất, Hàn Vũ lên nối ngôi, tức Hàn Chiêu Li hầu.

## Trị vì
Hàn Chiêu hầu lên ngôi đúng thời điểm nước Tần bắt đầu khuếch trương về phía đông. Năm 362 TCN, Tần Hiến công đánh Hàn, Hàn thua trận, mất 6 thành. Nhân đó, nước Tống nhỏ bé cũng tấn công Hàn, chiếm đất Hoàng Trì năm 361 TCN.
Sau mấy năm củng cố lực lượng, năm 357 TCN, Hàn Chiêu hầu tấn công nhà Đông Chu, chiếm Hình Khâu.
Năm 353 TCN, Hàn Chiêu Li hầu phái quân đánh nước Triệu, chiếm được Liêu Lăng quan. Năm 351 TCN, một viên quan nhỏ là Thân Bất Hại khuyên Chiêu Ly hầu không tiến quân nữa. Chiêu Li hầu nghe vậy, cho Thân Bất Hại là người giỏi, phong làm tướng quốc. Trong suốt 14 năm làm tướng quốc từ 351 TCN đến 337 TCN, Thân Bất Hại đã tiến hành nhiều cải cách, ngoại giao chủ trương không bừa bãi gây chiến với nước ngoài, làm Hàn trở thành một nước lớn. Tương truyền có lần Thân Bất Hại tiến cử anh của mình làm quan, nhưng Chiêu Ly hầu không cho, bảo: "Xưa nay trị quốc phải có phép tắc, hiện nay mà quả nhân nghe theo lời ông, tức là phá hoại phép tắc. Phải biết tuân thủ phép tắc, nghiêm chỉnh chấp hành thưởng phạt, dùng người phải có chế độ, không thể nghe theo lời tiến cử mà tuỳ tiện dùng." Thân Bất Hại nghe thế cảm phục, thỉnh tội với Chiêu Ly hầu. Bởi vậy đời sau vẫn thường khen Chiêu Ly hầu là vị quân chủ chân chính.
Tuy nhiên, về mặt ngoại giao, Hàn Chiêu hầu vẫn phải thần phục nước Tần. Năm 352 TCN, ông sang triều kiến Tần Hiếu công.
Năm 343 TCN, Chu Hiển Vương phong Tần Hiếu công làm tây bá, Chiêu Ly hầu đích thân đến chúc mừng.
Năm 337 TCN, Thân Bất Hại mất. Cùng năm, Hàn Ly hầu cùng Sở Uy vương, Triệu Túc hầu sai sứ thông hiếu với Tần.
Sau khi Thân Bất Hại qua đời, nước Tần lại gây chiến, đánh bại quân Hàn ở Nghi Dương.
Hàn Chiêu hầu dùng Trương Khai Địa làm tướng quốc thay Thân Bất Hại.

## Qua đời
Năm 333 TCN, Hàn Chiêu Ly hầu mất. Ông ở ngôi được 30 năm. Con ông là Hàn Khang lên nối ngôi, tức là Hàn Tuyên Huệ vương.